# Karl Friedrich von Lindenau
Karl Friedrich von Lindenau (* 1746 in Leipzig; † 14. Februar 1817 in Wien) war k. k. Feldzeugmeister, Ritter des Maria-Theresia-Ordens sowie Inhaber des Infanterie-Regiments No. 29.

## Familie
Seine Eltern waren der kursächsische Major Gustav Wilhelm von Lindenau (* 18. Dezember 1709; † 11. Dezember 1782) und dessen Ehefrau Charlotte Wilhelmine Luise von Thümmel (* 18. Dezember 1721).

## Leben
Er ging in preußische Dienste und wurde noch unter Friedrich II. ausgebildet. Im August 1789 wechselte er als Major des General-Quartiermeisterstabes in österreichische Dienste. Er stand dort unter Protektion des Feldmarschalls Lacy und wurde binnen Jahresfrist zum Oberst befördert. Nach der Reichenbacher Konvention von 1790 wurde er Armeekorps unter dem Grafen Browne in die Österreichischen Niederlande geschickt. Der Oberst diente in diesem Korps als Chef des General-Quartiermeisterstabes.
Während des Ersten Koalitionskrieges nahm an Kämpfen bei Namur teil. Anschließend kam er zum Korps des Herzogs Albert von Sachsen-Teschen, wo er ebenfalls Chef des Generalstabes war. Nach der Schlacht von Jemappes vom 6. November 1792 wurde er nach Wien abberufen. Im März 1793 wurde er nach Italien abkommandiert. Am 1. März 1797 wurde er mit Rang vom 19. Juli 1794 zum Generalmajor befördert.
Mit Beginn des Zweiten Koalitionskriegs wurde er nach Deutschland versetzt und kam zur Armee des Erzherzogs Karl. Er kämpfte im Gefecht bei Neckerau (18. September 1799) mit Auszeichnung. Am 5. März 1800 wurde er mit Rang vom 1. September 1799 Feldmarschall-Lieutenant befördert. Am 2. Mai 1800 kommandierte er in der Schlacht von Engen eine Division auf dem rechten Flügel. Gegen Abend gelang es den Franzosen die Österreicher zurückzudrängen, Lindenau erkannte die Gefahr und führte Persönlich Verstärkungen heran. Es gelang ihn die Front zu stabilisieren und die Franzosen zurückzuwerfen. Damit konnte sich die Vorhut wieder zurückziehen. Bei Möskirch (5. Mai 1800) stand er im Zentrum, konnte die Niederlage aber nicht verhindern. Anschließend deckte er den Rückzug nach Sigmaringen und nahm an den Gefechten bei Schwende und Gügenthal (5. Juni) und Neuburg (27. Juni) teil. Für die erfolgreiche Deckung des Rückzuges erhielt er am 24. November 1801 das Ritterkreuz des Maria-Theresia-Ordens. Außerdem wurde er im Oktober 1803 zum Inhaber des Infanterie-Regiments No. 29 ernannt.
Sein letzter Feldzug war der Fünfte Koalitionskrieg. 
Nach der Schlacht von Aspern wurde er am 27. Mai 1809 zum Feldzeugmeister ernannt und in den Ruhestand versetzt.
Man erzählt sich, dass er in voller Generalsuniform mit Stiefel und Sporn in stoischer Ruhe im Lehnstuhl seinen Tod erwartete. Er starb unverheiratet am 14. Februar 1817 in Wien. Sein Vermögen vermachte er mehreren wohltätigen Organisationen sowie seinen Bediensteten.

## Werke
Lindenau war sehr gebildet und veröffentlichte mehrere Werke, die Teils auch mehrere Auflagen erlebten:
- 1785, Ueber Winterpostirungen und dahin einschlagende Sicherheits- und Vertheidigungsanstalten, Digitalisat
- 1789, Ueber die höhere preussische Taktik, deren Mängel und Unzweckmässigkeit[4], 2 Teile, Band 1, Band 2
  - 1790, Beleuchtung der Anmerkungen eines Ungenannten zu meiner Schrift über die höhere preussische Taktik